# Anambé-branco-de-bochecha-parda
O anambé-branco-de-bochecha-parda (Tityra inquisitor) é um anambé migratório, encontrado em orla de matas, do México à Argentina e localmente pelo Brasil. A espécie possui cerca de 17 cm de comprimento, com plumagem branco-acinzentada, face e bico negros e mento branco; a fêmea possui dorso pardacento, lados da cabeça castanhos e alto da cabeça negro. Também é conhecida pelos nomes de araponga-da-horta, araponguinha, araponguinha-de-cara-preta, araponguira, canjica e urubuzinho.